# Roberto Casarin
Roberto Casarín (Turín, 9 de abril de 1963), conocido como el «swami Roberto», es un gurú, fundador del movimiento religioso Anima Universale.

## Biografia
En su juventud, Casarín fue un piadoso católico, que llegó a ser bien conocido por sus visiones místicas y por su don de curación. Miles de católicos se congregaban en Turín para escuchar a Casarín rezar el rosario, con la esperanza de ser curados por el joven visionario. La jerarquía católica local, en cambio, era bastante hostil a su éxito. El 15 de junio de 1982, el arzobispo de Turín, Anastasio Alberto Ballestrero, declaró que las reuniones de Casarin en adelante serían prohibidas.
Las reuniones continuaron, y en 1984 Casarin fundó la Asociación Cristo en el Hombre, con casi 2000 miembros.
En su interior, el grupo de miembros más activos constituyeron la Comunidad Compromiso, que en 1989 formaron la Iglesia de la Nueva Jerusalén, la cual en 1996 cambió su nombre a Iglesia Alma Universal.
Se estableció así la definitiva separación de la Iglesia católica de este nuevo movimiento religioso que desde hace ya varios años une elementos de la espiritualidad católica junto a otros de derivación hinduista, budista y esotérica.